# مانويلا (مسلسل)
مانويلا (بالإسبانية: Manuela)‏ مسلسل تلفزيوني أرجنتيني، انتج عام 1991 من تأليف إيلينا أنطونيتو، واخراج ردولفو هوبي وكارلوس اسكلادا، وتمثيل جريسيا كولميناريس ،فابيانو بيتزورنو ، خورخي مارتينيز و هيلدا برنارد . وتدور أحداث المسلسل في حقبة سبعينات القرن العشرين .

## ملخص
في 1950s، في قرية إيطالية صغيرة في جزيرة صقلية، وقع الشاب كورادو في حب الفتاة ميرندا. لكن بسبب العداء بين العائلتين لم يتمكنا من الزواج. أنجبت ميرندا ابنتها إيزابيل، وبسبب العار، غادرت وطنها الأم إلى الأرجنتين، وهناك تتبنى السيدة غيريرو ابنتها ايزابيل . ويضطر كورادو أيضًا إلى مغادرة إيطاليا بسبب اضطهاده من قبل عائلة ميرندا. وحين يصل إلى الأرجنتين يتزوج من مرسيدس، وبعد مرور 10 سنوات يرزق بابنته الأخرى - مانويلا.
تنشأ مانويلا في عائلة سعيدة، بينما اختها الكبرى إيزابيل تتعقد امورها بعد وفاة السيدة غيريرو، خاصة بعداكتشافها أن والدتها الحقيقية هي الخادمة ميرندا، إضافة إلى ضياع الثروة. لا تتقبل ايزابيل أمها الحقيقية ميرندا، لكنها تطلب منها المساعدة وتضطر إلى اتباع نصيحتها. ثم تتزوج من رجل غني للغاية، هو فرانشيسكو ساليناس، الذي يقع في حبها، لكنها تخفي عنه كل ماضيها. وهذا هو أول خداع قامت به إيزابيل وميرندا، ثم تأتي أكاذيب أخرى (كبيرة جدًا)، وبعد مرور سنوات تنضج الأخت الصغرى مانويلا وتصبح كبيرة الشبه بأختها ايزابيلا.
بعد وفاة كورادو، تسافر ابنته مانويلا إلى إيطاليا حيث تلتقي بفرانشيسكو الذي يقوم بالعمل هناك، وبينهم تنشأ علاقة. وفي تلك الاثناء تحاول إيزابيل إنقاذ زواجها. ولكن يقع لها حادث على النهر (في دلتا) وبسبب الخطأ في التعرف على جثة امرأة أخرى، أعلنوا وفاة ايزابيلا. فيتزوج فرانشيسكو من مانويلا، التي تتطابق شكلا مع زوجته الأولى. في هذه الأثناء تعود إيزابيل بعد الحادث، لكن وجهها الجميل أصبح مشوها، ويتغير صوتها تمامًا. فترتدي القناع باستمرار لإخفاء وجهها.
ذات ليلة تعود ايزابيلا إلى منزل عائلة ساليناس ولا تعرفها ميرندا في البداية. ثم تكتشف أن لديها أخت احتلت مكانها في حياة فرانشيسكو. بمساعدة من ميرندا، فتختبئ إيزابيل في المنزل وتقرر تحويل حياة مانويلا إلى جحيم.

## فريق العمل
- ماريا روزا غالو - ميرندا ماريلي
- ألدو براغا - كورادو فيريزا
- هيلدا برنارد - السيدة غوريرو
- غريسيا كولميناريس - ايزابيلا غوريرو / مانويلا فيريزا
- غوستافو غيلين - إميليو أكوستا
- خورخي مارتينيز - فرانشيسكو ساليناس
- غابرييل كورادو - رودي فيريززا
- فابيان بيتزورنو - ليوبولدو
- جان بيير نوير - أنطونيو
- نيللي برونو - غابرييلا

## روابط خارجية
- مانويلا على موقع IMDb (الإنجليزية)
- مانويلا على موقع كينوبويسك (الروسية)
- مانويلا على موقع قاعدة بيانات الفيلم (الإنجليزية)